# Siegfried und Roy

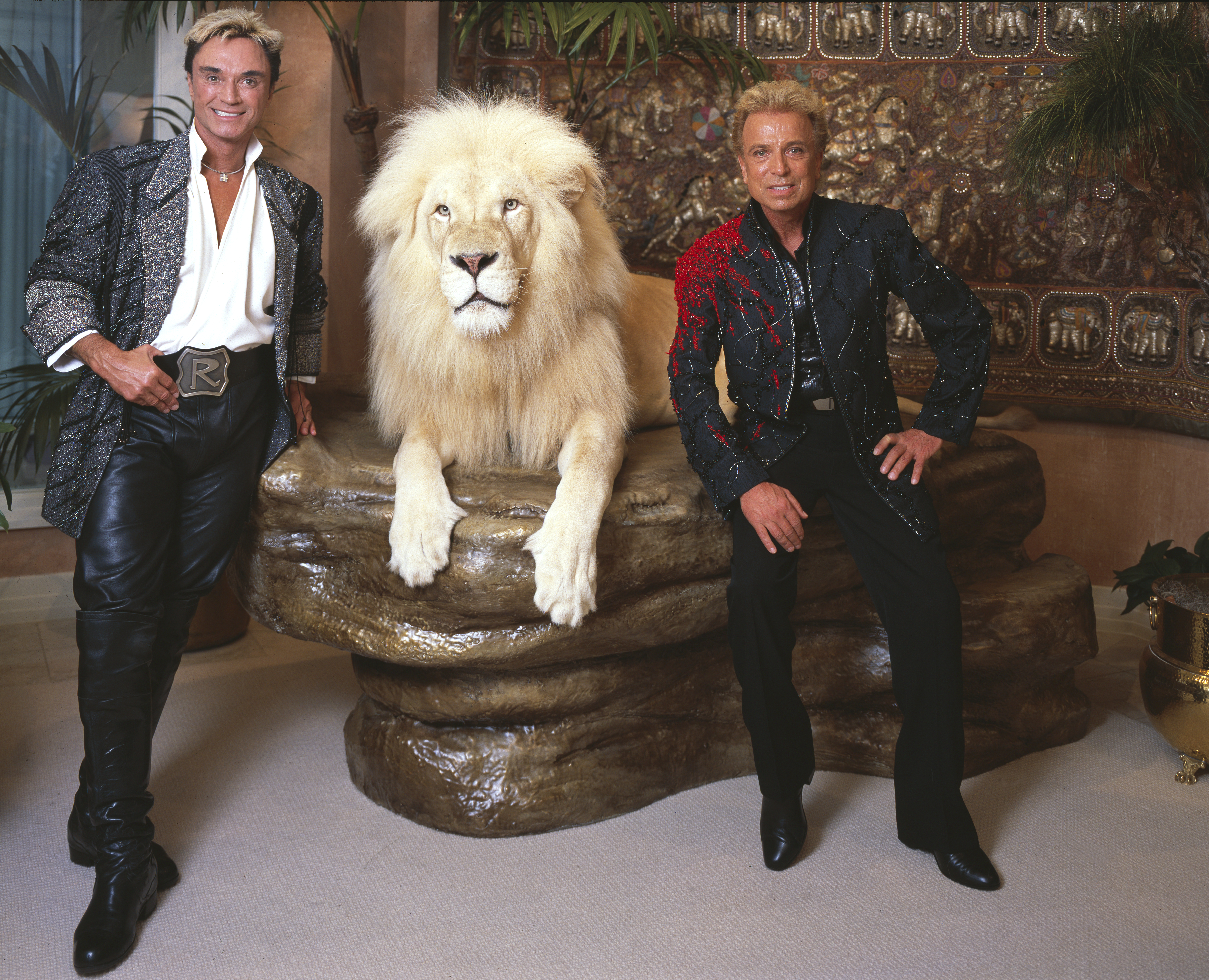
Siegfried (rechts) und Roy mit einem weißen Löwen, vor Roys Unfall im Jahr 2003

Siegfried Fischbacher (* 13. Juni 1939 in Rosenheim, Oberbayern, Deutsches Reich; † 13. Januar 2021 in Las Vegas, Nevada, USA) und Roy Horn (* 3. Oktober 1944 in Nordenham, Land Oldenburg, Deutsches Reich als Uwe Ludwig Horn; † 8. Mai 2020 in Las Vegas, Nevada,  USA) waren deutsch-US-amerikanische Zauberkünstler und Dompteure. Weltberühmt wurden sie als Siegfried und Roy durch ihre Auftritte mit weißen Tigern und Löwen.
Ab 1990 gestaltete das Duo die Show Siegfried & Roy at The Mirage, die als meistbesuchte Show in Las Vegas galt. Ihre Bühnenkarriere endete abrupt am 3. Oktober 2003, als Roy Horn von einem seiner Tiger auf der Bühne verletzt wurde.
Beide Künstler wurden in die Hall of Fame der Society of American Magicians aufgenommen; der Magische Zirkel von Deutschland ehrte sie 2004 als Magier des Jahrhunderts. Das Zauberwort des Duos lautete „SARMOTI“ (Siegfried And Roy, Masters Of The Impossible). Unter Tierschützern war das Duo wegen der Haltung und Dressur von Großkatzen umstritten.

## Leben

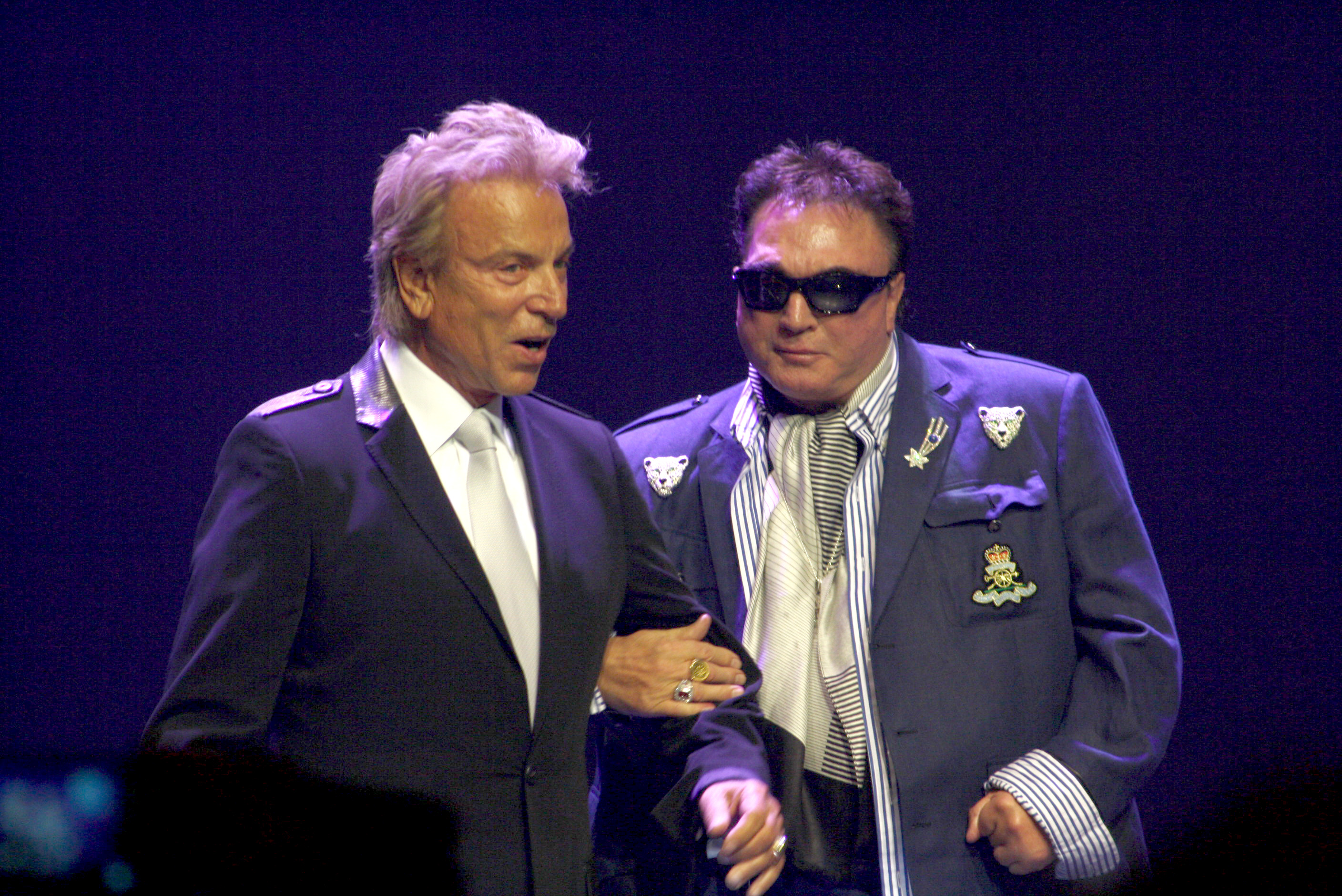
Siegfried und Roy beim Jubiläum des magischen Zirkels in München, 2012

### Siegfried
Fischbacher stammte aus Rosenheim, wo er im Stadtteil Kastenau aufwuchs. Er hatte einen Bruder, Marinus; seine Schwester Margot (* 1942) gehört als Schwester Dolore den Franziskanerinnen der Mallersdorfer Gemeinschaft im Konvent St. Bonifaz in München-Maxvorstadt an.
Fischbacher begann im Alter von acht Jahren mit magischen Kunststücken. Er konnte so die Aufmerksamkeit seines Vaters erreichen, der, aus sowjetischer Kriegsgefangenschaft zurückgekehrt, zum Alkoholiker geworden war. Nach seiner Schulzeit erlernte Fischbacher den Beruf des Webers; 1956 zog er an den Gardasee. Dort arbeitete er als Kellner und trat als Zauberkünstler auf. 1959 heuerte er als Steward auf dem Passagierschiff Bremen an und unterhielt dort bald als Unterhaltungskünstler die Passagiere mit Zaubertricks.
Am 20. Dezember 1963 legte Siegfried Fischbacher im Ortszirkel Bremerhaven seine Aufnahmeprüfung ab und wurde in den Magischen Zirkel von Deutschland aufgenommen.
Im Januar 2021 wurde bekannt, dass sich Fischbacher wegen einer Erkrankung an Bauchspeicheldrüsenkrebs in fortgeschrittenem Stadium operieren ließ. Er starb am 13. Januar 2021 mit 81 Jahren in Las Vegas.

### Roy
Uwe Horn besuchte die Volksschule im Nordenhamer Stadtteil Blexen. Er brach im Alter von 13 Jahren die Schule ab, begann als Page auf dem Passagierschiff Bremen und lernte dort Siegfried kennen.
Im Mirage-Hotel in Las Vegas hatte Horn am 3. Oktober 2003 in seinen 59. Geburtstag hineingefeiert. Wenige Stunden später griff Horns weißer Tiger Mantacore den Dompteur in einer Show an und verletzte ihn schwer. Nach großem Blutverlust, Schlaganfällen und einer Gehirnoperation erholte er sich nie mehr vollständig, blieb halbseitig gelähmt und war seitdem auf einen Rollstuhl angewiesen.
Horn starb am 8. Mai 2020 an den Folgen einer COVID-19-Erkrankung.

## Gemeinsame Karriere

### Beginn und Durchbruch als Künstler
Fischbacher und Horn lernten sich 1960 auf dem Passagierdampfer Bremen kennen, wo beide als Kellner arbeiteten und dabei gelegentlich die Passagiere mit Zaubertricks unterhielten, bis sie auf Anweisung des Kapitäns gemeinsam als Zauberkünstler auftraten. Markenzeichen ihrer Show wurde der Gepard Chico, der vom Tierhändler George Monroe stammte. Horn, der mit einem Gründer des Zoos Bremen verwandt war, gelang es, das Tier an Bord zu bringen und es, obwohl der Kapitän zunächst Bedenken hatte, in die Zaubershow aufzunehmen.
1963 traten beide gemeinsam im traditionsreichen Hamburger Hansa-Varieté-Theater auf. 1964 beendeten die beiden ihr Schiffsengagement und debütierten am Bremer Astoria-Theater in Deutschland. Im Anschluss machten sie eine Tournee durch Europa, die sie auch nach Monte Carlo führte, wo sie 1966 in einer Benefizshow Gala des Rois („Gala der Könige“) für das Rote Kreuz vor Fürstin Gracia Patricia auftraten. Dieser Auftritt gilt als ihr internationaler Durchbruch. In Anlehnung daran nannten sie sich fortan Siegfried & Roy. Zuvor waren sie als Siegfried und Partner aufgetreten. Weiter ging die Tour dann ins Lido in Paris, ins Tropicana in Las Vegas und nach Puerto Rico.
1970 kehrten sie nach Las Vegas zurück. Mit der Unterstützung von Frank Rosenthal bekamen sie im Stardust ein Engagement und traten in der Show Lido de Paris auf. 1972 wurde ihnen erstmals der Preis für die beste Show des Jahres verliehen. 1973 hatten sie ein Engagement im Americana auf Puerto Rico.

### Etablierung in Las Vegas-Superstars of Magic
Ab 1974 waren Siegfried und Roy in der Show „Halleluja Hollywood“ im MGM Grand (seit 2022: Horseshoe Las Vegas) in Las Vegas zu sehen. Die 3 Millionen Dollar teure Show im 800 Zuschauer fassenden Ziegfeld Room war ein Tribut an klassische MGM-Musicals. Siegfried und Roy hatten einen zwanzigminütigen Showblock und integrierten einen Löwen, Markenzeichen von MGM, in ihren Auftritt. Der Erfolg des Engagements von Siegfried und Roy führte dazu, dass andere Hotels in Las Vegas Zauberer und Magier für ihre Shows engagierten, um dem MGM Grand Konkurrenz zu machen. 1976 bekamen sie von der US-amerikanischen Zauberer- und Magierakademie (Academy of Magical Arts) den Titel Magier des Jahres verliehen, Cary Grant hielt die Ansprache und überreichte den Preis. 1976 wurden Siegfried und Roy vom Magischen Zirkel von Deutschland das erste Mal zu den besten Magiern des Jahres gewählt.
1977 produzierte NBC ein erstes Fernsehspecial mit Siegfried und Roy und mit Gunther Gebel-Williams.
Von Juli 1978 bis 1981 traten sie als letzter Act mit einer 33-minütigen Vorstellung wieder in der Show Lido de Paris im Stardust auf. Die Show wurde diesmal mit ihren Namen auf dem Billboard beworben, Lido de Paris starring Siegfried and Roy. Das Hotel warb mit den Magiern in vielfältiger Weise und vermarktete sie als Superstars of Magic. Das Stardust stellte ihnen unter anderem ein exklusives Appartement zur Verfügung und baute ihnen eine eigene Umkleide. Die Show hatte 15 Vorstellungen in der Woche, 10 Monate im Jahr. Mit ihrem (erneuten) Engagement im Stardust und einer Wochengage von 11.000 bis 15.000 Dollar (2024: ca. 52.000 Dollar) wurden Siegfried und Roy die bis dahin bestbezahlten Künstler in der Geschichte von Las Vegas. Ab 1978 wurde die Tänzerin Lynette Chapelle Teil der Show von Siegfried und Roy.

### Beyond Belief, New Frontier und Tour
Von 1981 bis 1988 waren sie im New Frontier in Las Vegas mit ihrer 100-minütigen Show Beyond Belief zu sehen. Die Vorstellungen liefen meist 2 Mal am Tag in dem 1.140 Zuschauer fassenden Theater. Bis zu 1.500 Zuschauer mussten täglich abgewiesen werden. Mit Beyond Belief waren sie die ersten Magier mit einer eigenen Show dieser Größenordnung und die ersten, die eine Show für die ganze Familie boten, da sie auf Oben-ohne-Tänzerinnen verzichteten. Insgesamt traten sie 3.538 Mal im New Frontier auf. Jede Vorstellung war ausverkauft. Mehr als drei Millionen Zuschauer bzw. etwa 4 Millionen (Vorstellungen x Fassungsvermögen) Zuschauer sahen die Shows. 5,5 Millionen Dollar (2024: ca. 19 Millionen Dollar) garantierte Gage bekamen Siegfried und Roy pro Jahr für ihren ersten dreijährigen Vertrag im New Frontier.
1988/89 waren die Magier zehn Monate lang mit ihrer Show in Japan zu sehen. Für die Auftritte in Tokio und Osaka wurde ihnen für mehr als 14 Millionen Dollar ein mobiles Theater gebaut, der Shiodome mit 3.600 Plätzen. Im Anschluss hatten sie vom 22. September bis 15. Oktober 1989 ein Engagement mit 32 Auftritten in der Radio City Music Hall in New York City. Mit ihren ausverkauften Shows in New York brachen sie einen 57 Jahre alten Verkaufsrekord in der Radio City Music Hall. 1981 bis 1989 war die King Charles Troupe Teil der Shows.
1988 wurden Siegfried und Roy ein zweites Mal vom Magischen Zirkel von Deutschland zu den besten Magiern des Jahres gewählt. Für Michael Jacksons Bad World Tour kreierte das Duo einige Illusionen.

### Siegfried und Roy at the Mirage Hotel and Resort Show und Ende der Karriere

Billboard für die Show von Siegfried und Roy am Mirage Hotel & Casino, Las Vegas, 1990

Im Oktober 1988 erhielten Fischbacher und Horn die Staatsbürgerschaft der USA. Im gleichen Monat unterschrieben Siegfried und Roy einen Vertrag über fünf Jahre mit dem Mirage-Hotel, der ihnen eine Summe von 57,5 Millionen Dollar (2025: ca. 152,5 Millionen Dollar) garantierte, damals der höchstdotierte Vertrag in der Geschichte des Live-Entertainments. Da sich das Hotel zu der Zeit noch im Bau befand, startete die Show erst 1990. Am 2. Februar 1990 eröffneten die beiden ihre Siegfried and Roy at the Mirage Hotel and Resort Show im Mirage in Las Vegas. Steve Wynn baute dafür für rund 40 Millionen Dollar ein nach ihnen benanntes Theater mit 1.504 Plätzen, Michael Jackson komponierte und nahm für die Show den Song Mind Is The Magic auf und revanchierte sich damit für die Zusammenarbeit bei der Bad World Tour.
Die 100-minütige Siegfried and Roy Show war eine Mischung aus Magie, Broadwayshow und großer Oper und mit einem Budget von 25 Millionen Dollar (2025: ca. 60 Millionen Dollar), laut Stern über 50 Millionen Dollar (2025: ca. 120 Millionen Dollar) Produktionskosten, die teuerste jemals inszenierte Bühnenshow. Der Tony-Award-Gewinner und Designer von Broadway-Musicals (u. a. Cats, Les Miserables, Starlight Express) John Napier war für das Bühnenbild und Design zuständig und wirkte als Co-Regisseur. John Caird von der Royal Shakespeare Company arbeitete an der Show mit. Bei der Show wirkten mehr als 60 Personen und 27 weiße Tiger mit sowie andere Tiere, wie Löwen und ihr Elefant Gildah. Sie avancierte zur erfolgreichsten Show in den Vereinigten Staaten von Amerika. Das Time Magazine bezeichnete die Siegfried and Roy Show im Mirage als Show of the Century (Show des Jahrhunderts).
1999 war jede Show seit Februar 1990 zu 104 Prozent ausverkauft.
1992 wurden sie von der Academy of Magical Arts als Magier des Jahrzehnts ausgezeichnet.

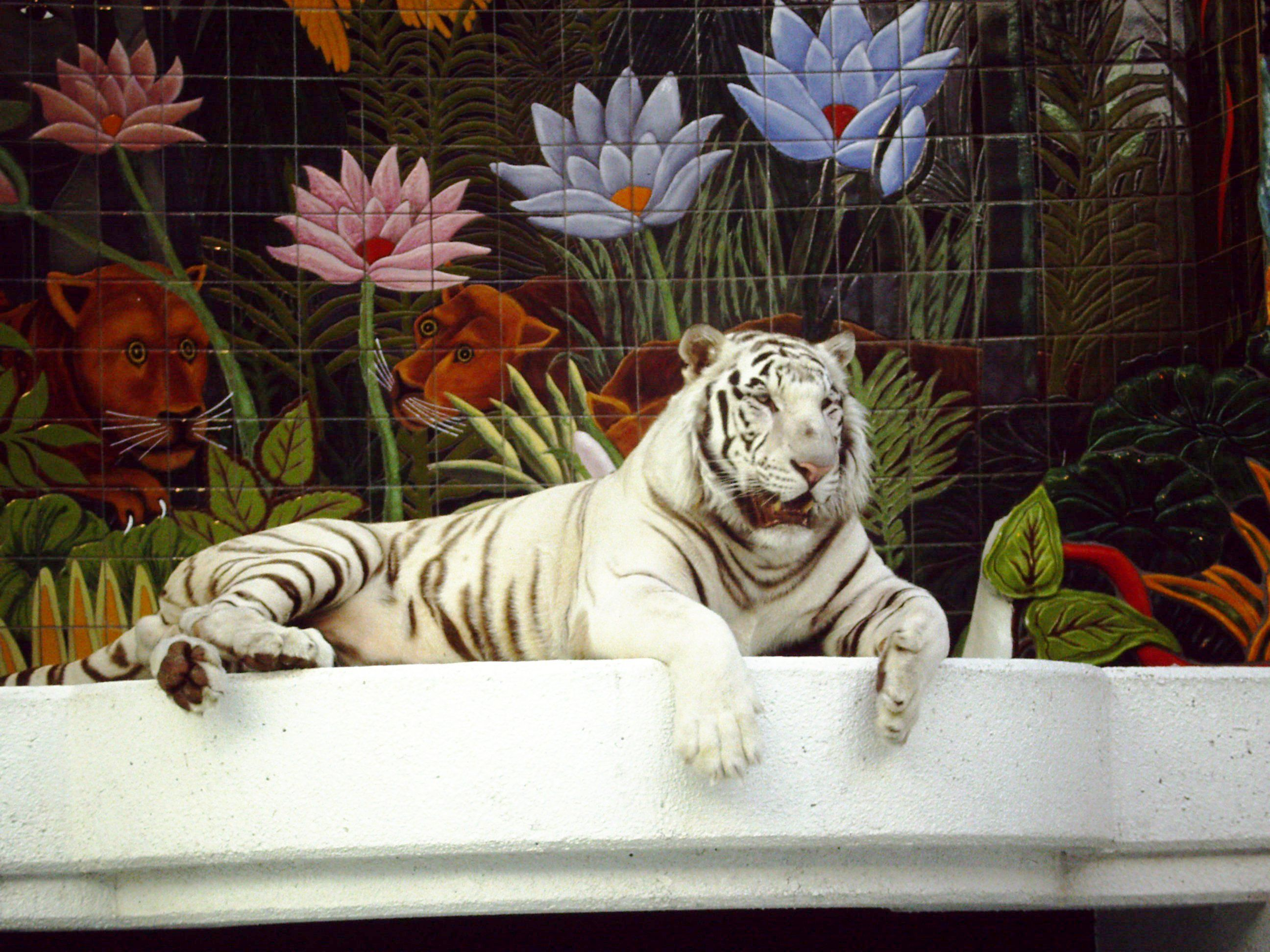
Weißer Tiger aus der Show, 1990

Im November 1996 eröffneten die beiden in der Hotelanlage des Mirage ihren „Secret Garden“, ein exotisch gestaltetes Freigehege, mit „weißem Tiger“, „Schneetiger“ (ganz weiß), weißen Löwen, schwarzen Panthern, Schneeleoparden und Lamas. Steve Wynn hatte dieses Gehege schon 1990 für 18 Millionen Dollar anlegen lassen, um die zahlreichen Tiere von Siegfried und Roy unterzubringen. Anfang 2023 wurde der Secret Garden dauerhaft geschlossen. Die Tiere von Siegfried und Roy wurden in Auffangstationen überführt.
1996 feierten Siegfried und Roy ihren 15.000. Auftritt in Las Vegas. Während ihrer 30-jährigen Bühnenpräsenz in Las Vegas sahen über 25 Millionen Menschen deren Shows.
2001 erhielten die beiden einen Vertrag auf Lebenszeit mit dem Mirage.
An seinem 59. Geburtstag – dem 3. Oktober 2003 – stolperte Horn während einer Auseinandersetzung mit seinem weißen Tiger, der sich sofort über ihn beugte und ihn am Hals lebensgefährlich verletzte. Der Tiger hatte sich nicht auf den Befehl Horns hingesetzt. Dieser versuchte mit leichten Schlägen auf den Kopf des Tigers ihn dazu zu bewegen, was jedoch misslang.
Wegen dieses Vorfalls beendeten die beiden Künstler ihre aktive Bühnenkarriere. Insgesamt gaben sie im Mirage 5750 Vorstellungen, die von etwa 9 bis 10,5 Millionen Zuschauern gesehen wurde. Das MGM Mirage Hotel nahm mit der Show mehr als 1,5 Milliarden US-Dollar ein.
Siegfried und Roy hatten am 28. Februar 2009 ihren letzten gemeinsamen Bühnenauftritt. An dem zehnminütigen Auftritt, der zugunsten des Lou Ruvo Center for Brain Health stattfand, nahm auch der weiße Tiger Mantacore teil, der Roy verletzt hatte. Die beiden Künstler sprachen während des Auftritts kein Wort und verabschiedeten sich so von ihrem Publikum als Magierduo.
Am 27. Oktober 2009 traten Siegfried & Roy als Ehrengäste auf der Wiedereröffnungspremiere des Hamburger Hansa-Varieté-Theaters auf, wo vor 46 Jahren ihre künstlerische Karriere begonnen hatte.
Der weiße Tiger Mantacore starb am 19. März 2014 im Alter von 17 Jahren eines natürlichen Todes.

## Weiteres und nach der Karriere
Siegfried und Roy züchteten seit 1982 sogenannte „Weiße Königstiger“ und hatten es sich zur Aufgabe gemacht, die weißen Tiger und die Löwen vom Timbavati (Kruger-Nationalpark, Südafrika) der Nachwelt zu erhalten. In Kooperation mit Freizeitparks (Zoo Safaripark Stukenbrock, NRW) züchteten sie die Tiere. Dem Phantasialand in Brühl bei Köln schenkten sie zum 20. Geburtstag 1987 zwei weiße Tigerjunge, für die extra ein Gehege gebaut wurde, zudem war bis 1995 die Ausstellung „Magic World of Siegfried and Roy“ zu sehen, 1992 traten Siegfried and Roy im Wintergarten des Parks auf.
1982 (anderen Quellen 1975) kauften sie sich ein mehr als 7.000 Quadratmeter großes Anwesen in Las Vegas, auf dem ein 813 m² großes Hauptgebäude im marokkanischen Stil steht und weitere Gästehäuser und mehrere Pools errichtet wurden. Das Anwesen wurde als Jungle Palace bekannt. Siegfried und Roy lebten hier mit ihren Tieren. Für die Tiere wurden mehrere Gehege errichtet. Die Mutter von Roy, Johanna Horn, lebte in einem der Gästehäuser. Im Jahr 2000 verstarb sie. Das Gebäude wurde nach dem Tod der beiden Magier verkauft und ist heute ein Touristenmagnet und kann besichtigt werden. Sie besaßen ein zweites Anwesen in Las Vegas als Rückzugsort, das Little Bavaria. Das 40 Hektar große Anwesen mit mehreren Gebäuden, Pools und einem Wald wurde nach dem Tod der beiden 2022 verkauft und abgerissen, auf dem Gelände entstehen Wohnungen.
Zur Jahreswende 2024/2025 wurde das ehemalige Las-Vegas-Anwesen „Little Bavaria“ von Siegfried & Roy von Obdachlosen besetzt.
Im Frühjahr 2025 begannen die Abrissarbeiten des Anwesens.
In einigen Folgen der Simpsons tauchen die Charaktere Gunter und Ernst auf, ein Zauberduo, das an Siegfried und Roy angelehnt ist.
Am 23. September 1999 erhielten sie einen Stern auf dem legendären Hollywood Walk of Fame. Ebenfalls wurden sie in diesem Jahr im Wachsfigurenkabinett Madame Tussauds in Las Vegas verewigt. Zudem wurden sie im Jahr 2000 zu den besten Magiern des Jahrhunderts gekürt.
Siegfried und Roy unterstützten das 1980 ins Leben gerufene College of Magic in Kapstadt.
Das Entertainer-Duo begleitete die bekannte Regisseurin Leni Riefenstahl anlässlich ihres 100. Geburtstages am Abend des 22. August 2002 in das Hotel Kaiserin Elisabeth in Feldafing, wo sie mit 160 geladenen Gästen feierte.
Am 22. Oktober 2003 erhielten Siegfried und Roy den World Entertainment Award. Siegfried reiste allein nach Hamburg und nahm den Preis – stellvertretend auch für Roy – von Michail Gorbatschow entgegen.
2004 erschien in den USA eine von Siegfried und Roy inspirierte Computeranimationsserie mit weißen Löwen in den Hauptrollen: Father of the Pride (dt.: Ein Löwe in Las Vegas), die beiden waren co-executive Producer der Serie. Die Lebensgeschichte der beiden Illusionisten wurde unter dem Titel Siegfried & Roy – Die Meister der Illusion im IMAX-3D-Format verfilmt.
2007 äußerten sich Siegfried und Roy in einem Interview anlässlich ihrer Biografie Magier des Jahrhunderts erstmals öffentlich zu ihrer schon lange bekannten Homosexualität. Privat waren Fischbacher und Horn bis 1998 ein Paar und blieben auch danach befreundet.
In der Episode Las Vegas aus dem Film Männer und die Frauen von 2012 wird auf Siegfried und Roy angespielt, wenn es nach dem homosexuellen Akt im Hotel heißt, dass Fred und Greg später berühmte Magier und Tigerbesitzer in Vegas werden.
In Las Vegas beriet Siegfried den deutschen Magier Jan Rouven bei dessen Auftritten und stellte ihm für die Shows auch Originalrequisiten des Duos zur Verfügung. Sie unterstützten auch den Magier Darren Romeo.
2013 gründeten Siegfried und Roy die SARMOTI Foundation, in die sie ihr Vermögen einbrachten.

## Shows
- Las Vegas: Tropicana – Folies Bergère (3 Monate) (1967)
- Paris: Lido (1967 bis 1969)
- Puerto Rico: Americano Hotel (3 Monate) (1969)
- Las Vegas: Stardust – Lido de Paris (20-minütiger Showblock, 1970 bis 1973)
- Puerto Rico: Americano Hotel (1973)
- Las Vegas: MGM – Halleluja Hollywood (20-minütiger Showblock, 1974 bis 1977)
- Las Vegas: Stardust – Lido de Paris starring Siegfried and Roy (33-minütiger  Showblock, 1978 bis 1981)
- Las Vegas: New Frontier – Beyond Belief (100-minütige Show, 1981 bis 1988, 3.538 Vorstellungen, über 3 Millionen Zuschauer)
- Japan-Tour 1988/89 (Oktober 1988 bis September 1989, Tokio und Osaka) (1,5 Millionen Zuschauer)
- New York City: Radio City Music Hall (32 Auftritte vom 22. September bis 15. Oktober 1989, ca. 190.000 Zuschauer)
- Las Vegas: Mirage – Siegfried and Roy at the Mirage Hotel and Resort (100-minütige Show, Februar 1990 bis 3. Oktober 2003, 5.750 Vorstellungen, ca. 9 bis 10,5 Mio. Zuschauer)

## Publikationen (Auswahl)

### Schriften
- Siegfried & Roy – magicians of the century. BMG-Ariola-Media, München 2004. (Autobiografie).
- Siegfried und Roy. Meister der Illusion. Die Geschichte eines Welterfolgs. ECON-Taschenbuch-Verlag, Düsseldorf 1995, ISBN 978-3-612-26144-1 (Autobiografie).
- Siegfried – 13. Juni 1939 bis 13. Januar 2021, MW-Spezial Nr. 15, Verlag Magische Welt, Januar 2021, 28 Seiten
- Jimmy Lavery und andere: The Secret Life of Siegfried and Roy: How the Tiger Kings Tamed Las Vegas, Phoenix Books inc., 1. Juni 2008, ISBN 978-1-59777-560-1

### Fernsehen/Dokumentationen/Filme
- Siegfried und Roy, Lido Paris, zum 80. von Maurice Chevalier, Erster Auftritt im französischen Fernsehen, 1968
- TV Special mit Gunther Gebel-Williams, USA 1977
- Hocus Pocus, It’s Magic, USA 1978
- Siegfried & Roy – Superstars of Magic – Las Vegas 1980, USA, TV Special 50 Minuten
- Mensch Meier: Siegfried & Roy sind Stargäste in der Show von Alfred Biolek am 11. Juni 1987
- Siegfried und Roy: World Tour Special, Fuj TV Special, Japan, 1988
- Boulevard Bio: Siegfried & Roy sind Gäste der Talkshow von Alfred Biolek am 29. September 1992
- Siegfried & Roy: The Magic, the Mystery, Fernsehspecial, ABC, 1994
- „Siegfried & Roy“ Spezial. Abendfüllender Dokumentarfilm von Gabor Harrach mit Frauke Ludowig, Siegfried Fischbacher und Roy Uwe Horn. Erstausstrahlung bei RTL Television – Ostern 1995.
- Siegfried & Roy: Meister der Illusion – Die Show, 60 min. von Irvin und Kenneth Feld Productions Inc. und RTL Television Merchandising/Licensing. Weltweiter Vertrieb durch EuroVideo, USA-D-1995
- Siegfried & Roy: Masters of the Impossible, Animationsfilm, USA 1996[36]
- „Illusionen für Millionen – Die magische Karriere von Siegfried & Roy“ – 45-minütiger Film von Alois Schwoim, BONN-TV Produktion. Erstausstrahlung bei Deutsche Welle (DWtv) – Weihnachten 1996
- Siegfried & Roy: The Art of Magic, 150 Minuten, Dokumentation, USA 1998
- Siegfried & Roy – Die Meister der Illusion in 3D, 50 Minuten, 1999.
- Heroes of Magic – Dokumentation, USA 2000[37]
- Siegfried & Roy – Magical Stories, Dokumentation, USA 2003
- Ein Löwe in Las Vegas – 13-teilige Animationsserie, USA 2004–2005
- Siegfried & Roy: The Miracle, Dokumentation, USA 2004
- Die Siegfried und Roy Story – erzählt von Thomas Gottschalk, Dokumentation, Erstausstrahlung bei VOX – 3. Oktober 2013
- Siegfried und Roy – Ein Leben für die Illusion, 52-minütige Dokumentation von Christian Jakob für ZDF und Arte, Deutschland 2021. In der Arte-Mediathek abrufbar bis 9. Februar 2024[38]
- Siegfried und Roy – Zwei deutsche Legenden, 43-minütige Dokumentation von Christian Jakob für die Reihe ZDF-History, in der ZDF-Mediathek abrufbar bis 15. Mai 2026[39]

### Kinofilme
- Casino (1995) – In dem Film werden die beiden in einer kurzen Szene von Schauspielern dargestellt.
- Die schrillen Vier in Las Vegas (Cameo-Auftritt) 1997.
- Oceans Eleven (Cameo-Auftritt) (2001)
- Showboy (Cameo-Auftritt) (2002)
- In dem Horrorfilm Army of the Dead von 2021, der in einem postapokalyptischen Las Vegas spielt, kommt ein fiktiver computergenerierter Zombie-Tiger vor, der angeblich dem Tierbestand von Siegfried und Roy entstammt.

## Ehrungen
- Der Siegfried and Roy Golden Lion Award ist den Magiern gewidmet und gehört zu den wichtigsten Auszeichnungen im Bereich Zauberei und Magie.[40]
- Siegfried und Roy haben beide einen Platz in der Hall of Fame der Society of American Magicians.
- Siegfried und Roy sind Mitglied in der German-American Hall of Fame
- Production of the year Award (Produktion des Jahres) (1972 bis 1976, 5 Mal in Folge)
- Siegfried und Roy bekamen am 23. September 1999 gemeinsam auf dem Hollywood Walk of Fame (Kategorie Bühne) einen Stern (7060 Hollywood Boulevard).
- Oktober 1993: Siegfried-and-Roy-Bronzestatue an der Siegfried und Roy Plaza am Mirage Hotel; Stern Magican of the Century vor der Bronzestatue
- Siegfried and Roy Theater at the Mirage
- Siegfried and Roy Drive, Straße, die auf das Gelände des Mirage führt.
- Goldene Kamera (1984)
- Kalanag-Ringe Nr. 4 und 5 für außergewöhnliche Leistungen um die Zauberkunst, höchste Auszeichnung des Magischen Zirkels von Deutschland (April 1993)[41]
- Las Vegas Gaming Hall of Fame (1998)
- Aufnahme in die Signs of Fame des Fernwehparks Oberkotzau (2001)
- World Entertainment Award (2003)
- Bambi für die Show des Jahrzehnts (2004)
- Stern auf dem Las Vegas Walk of Stars (3. Oktober 2006)
- Liberace Legend Award
- Bundesverdienstkreuz
- Zum Tod von Roy ließ der Gouverneur von Nevada Steve Sisolak alle Flaggen an öffentlichen Gebäuden und Plätzen von Las Vegas auf halbmast setzen, die Armee flog eine Ehrenformation zu Roys Gedenken.[42]
- Zum Tod von Siegfried wurden an mehreren Hotels am Las Vegas Strip dessen Bild und die Lebensdaten auf den Billboards gezeigt.